# Aglaiocercus berlepschi
Aglaiocercus berlepschi là một loài chim trong họ Chim ruồi.